# Konin
Konin [ˈkɔɲin], an der Warthe gelegen, ist eine Stadt in der Woiwodschaft Großpolen – etwas weniger als 100 Kilometer südöstlich der Stadt Posen und rund 50 Kilometer nördlich der Stadt Kalisz. Sie liegt verkehrsgünstig im Zentrum Polens an der Europa-Route des Berlin-Warszawa-Express (Berlin–Warschau–Moskau).

## Geschichte

Karte der Stadt Konin und Umgebung (um 1790)

Der Ort wird in der Geographia des Ptolemäus bereits um das Jahr 150 als Setidava erwähnt.
1331 fand dort die Schlacht bei Konin zwischen dem Deutschen Orden und dem polnischen König Władysław I. Ellenlang statt. Die Stadt wurde nach der Schlacht von den Ordensrittern gebrandschatzt. 
Von 1795 bis 1807 war Konin Teil von Südpreußen und erlebte eine deutsche Einwanderung.
Während des Zweiten Weltkrieges gehörte Konin zu den von Deutschland als „Reichsgau Wartheland“ völkerrechtswidrig annektierten Gebieten. Es gab zeitweise eines der RAB-Arbeitslager. In den Wäldern im Umkreis der Stadt wurden von den deutschen Besatzern Massenexekutionen an Polen jüdischen Glaubens vorgenommen. Im Konin der Vorkriegszeit waren 30 % der Bevölkerung jüdischen Glaubens.

## Stadtteile
Beniów, Chorzeń, Cukrownia Gosławice, Czarków, Gaj, Glinka, Gosławice, Grójec, Janów, Krykawka, Kurów, Laskówiec, Łężyn, Maliniec, Marantów, Międzylesie, Morzysław, Niesłusz, Nowy Dwór, Nowy Konin, Osada-Konin, Pątnów, Pawłówek, Pociejewo, Przydziałki, Starówka, Wilków, Zatorze, Rumin

## Sehenswürdigkeiten

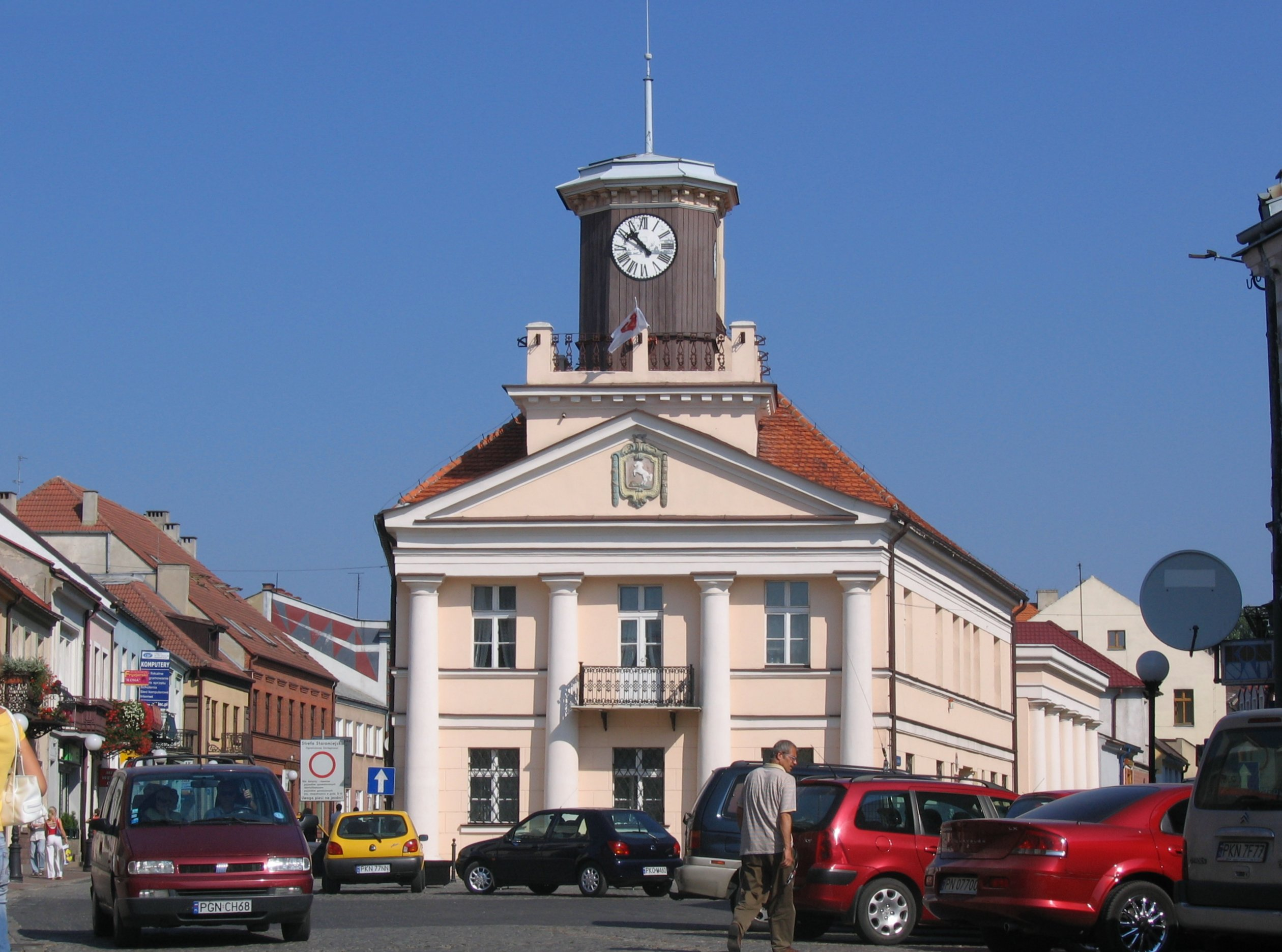
Das Rathaus

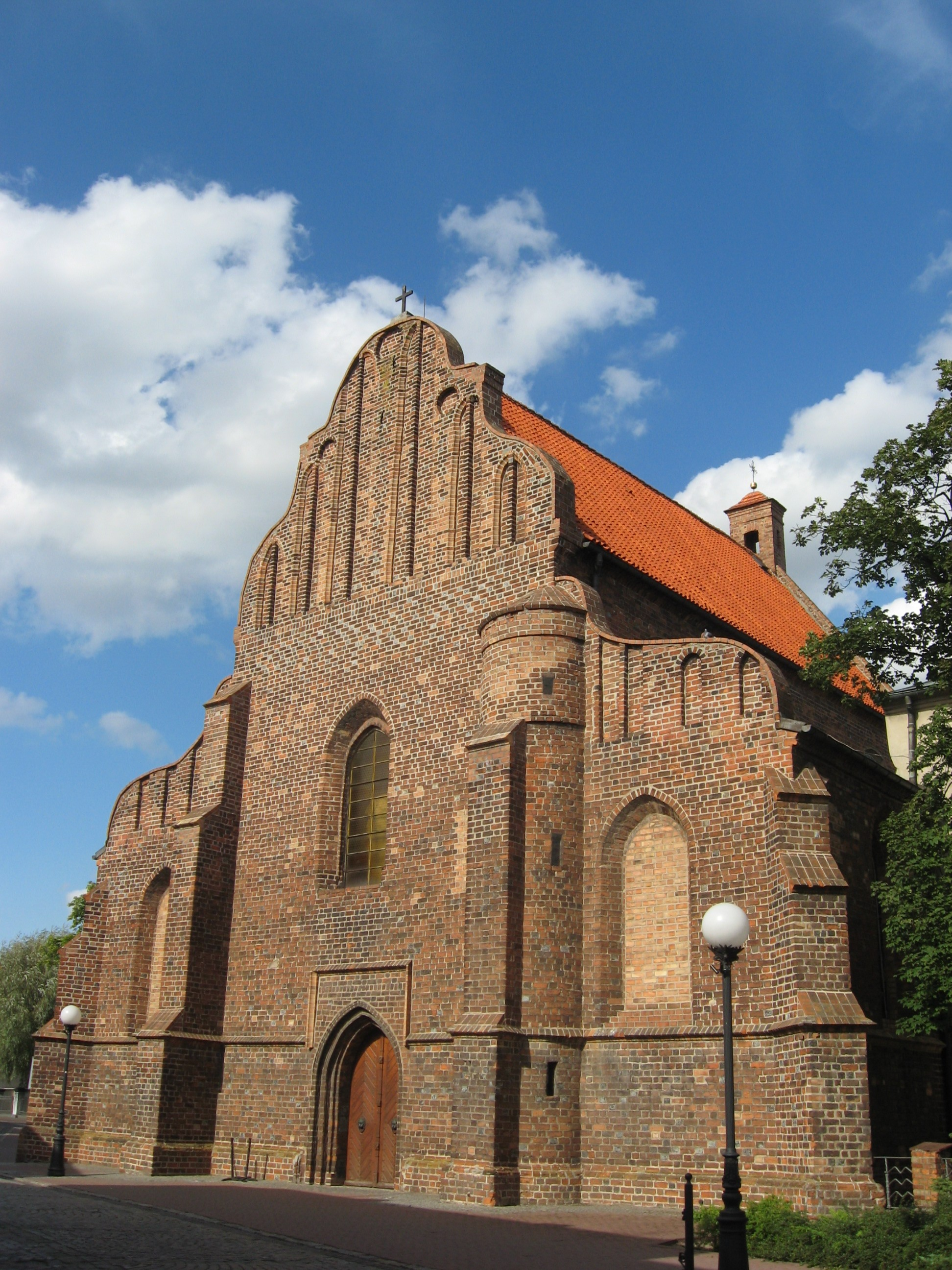
Bartholomäuskirche

- Meilenstein in Konin, errichtet durch Piotr Maluszkiewicz im Jahre 1151, steht 52 km von Kalisz und von Kruszwica entfernt (ältestes Straßensymbol Polens).
- Gotische Bartholomäuskirche (gebaut im 14. und 15. Jahrhundert).
- Gotische Burg (erbaut 1420 bis 1426) – bald Sitz des Kreismuseums.
- Apostel-Andreas-Kirche (Weihe 1444).
- Kloster des Reformordens, gebaut und umgebaut im 12. beziehungsweise 18. Jahrhundert.
- Klassizistisches Rathaus, von 1796 bis 1803 erbaut.
- Synagoge, erbaut 1825 bis 1829.

## Politik und Verwaltung

### Stadtpräsident
An der Spitze der Stadtverwaltung steht der Stadtpräsident. Von 2010 bis 2018 war dies Józef Nowicki (SLD), dessen Nachfolger Piotr Korytkowski (PO) wurde. Die turnusmäßige Wahl im April 2024 führte zu folgenden Ergebnis:
- Piotr Korytkowski (Koalicja Obywatelska) 31,2 % der Stimmen
- Robert Popkowski (Prawo i Sprawiedliwość) 25,6 % der Stimmen
- Maciej Nowicki (Wahlkomitee „Maciej Nowicki – Bürger von Konin“) 20,8 % der Stimmen
- Sebastian Łukaszewski (Wahlkomitee „Konin öffnen“) 9,2 % der Stimmen
- Michał Kotlarski (Wahlkomitee des Vereins „Wir ändern Konin“) 5,1 % der Stimmen
- Jakub Eltman (Wahlkomitee „Dein Konin“) 4,8 % der Stimmen
- Tomasz Klapsa (Wahlkomitee Tomasz Klapsa) 3,3 % der Stimmen

In der damit notwendig gewordenen Stichwahl konnte sich Amtsinhaber Korytkowski mit 57,7 % der Stimmen gegen Popkowski durchsetzen, der von der PiS nominiert worden war, aber der Suwerenna Polska angehört.
Die turnusmäßige Wahl im Oktober 2018 führte zu folgenden Ergebnis:
- Zenon Chojnacki (Prawo i Sprawiedliwość) 30,5 % der Stimmen
- Piotr Korytkowski (Koalicja Obywatelska) 24,5 % der Stimmen
- Józef Nowicki (Sojusz Lewicy Demokratycznej) 19,8 % der Stimmen
- Damian Kruczkowski (Wahlkomitee „Ändert Konin“) 11,9 % der Stimmen
- Michał Kotlarski (Wahlkomitee „Städtische Wähler: Ja! Präsidentschaftskandidat Michał Kotlarski“) 8,4 % der Stimmen
- Karol Kuznowicz (Wahlkomitee „Eine Alternative für Konin“) 4,8 % der Stimmen

In der damit notwendig gewordenen Stichwahl konnte sich, nachdem der bisherige Amtsinhaber Nowicki bereits im ersten Wahlgang ausgeschieden war, mit Korytkowski der Zweitplatzierte des ersten Durchgangs mit 55,8 % der Stimmen gegen den PiS-Kandidaten Chojnacki durchsetzen und neuer Stadtpräsident werden.

### Stadtrat
Der Stadtrat umfasst 23 Mitglieder, die direkt gewählt werden. Die Wahl im April 2024 führte zu folgendem Ergebnis:
- Koalicja Obywatelska (KO) 35,5 % der Stimmen, 10 Sitze
- Prawo i Sprawiedliwość (PiS) 27,8 % der Stimmen, 8 Sitze
- Wahlkomitee „Maciej Nowicki – Bürger von Konin“ 12,8 %, 3 Sitze
- Wahlkomitee „Konin öffnen“ 9,9 % der Stimmen, 1 Sitz
- Wahlkomitee des Vereins „Wir ändern Konin“ 7,9 % der Stimmen, 1 Sitz
- Wahlkomitee „Dein Konin“ 3,5 % der Stimmen, kein Sitz
- Wahlkomitee Tomasz Klapsa 2,5 % der Stimmen, kein Sitz

Die Wahl im Oktober 2018 führte zu folgendem Ergebnis:
- Prawo i Sprawiedliwość (PiS) 32,6 % der Stimmen, 9 Sitze
- Koalicja Obywatelska (KO) 31,3 % der Stimmen, 9 Sitze
- Sojusz Lewicy Demokratycznej (SLD) / Lewica Razem (Razem) 14,3 %, 3 Sitze
- Wahlkomitee „Ändert Konin“ 10,9 % der Stimmen, kein Sitz
- Wahlkomitee „Städtische Wähler: Ja! Präsidentschaftskandidat Michał Kotlarski“ 9,4 % der Stimmen, 2 Sitze
- Wahlkomitee „Eine Alternative für Konin“ 1,5 % der Stimmen, kein Sitz

### Städtepartnerschaften
Konin unterhält mit folgenden Städten Städtepartnerschaften:
| - Akmenė, Litauen - Brjansk, Russland - Czernowitz, Ukraine - Dobele, Lettland - Hénin-Beaumont, Frankreich | - Herne, Deutschland (seit 1991) - Karlowo, Bulgarien - Santa Susanna, Spanien - Sundsvall, Schweden - Wakefield, Vereinigtes Königreich |

## Wirtschaft und Infrastruktur
Wichtigste Industriezweige der Stadt sind die Braunkohleförderung und die Aluminiumverhüttung.

## Söhne und Töchter der Stadt
- Julius Fromm (1883–1945), deutscher Gummifabrikant und Erfinder des ersten Markenkondoms
- Jekaterina Czerniakowska-Reinecke (1892–1942), Botanikerin und Systematikerin
- Ernst Piehl (* 1943), deutscher Politologe, Beamter, Institutionsleiter
- Jacek Kwiatkowski (* 1970), Politiker
- Jan A. P. Kaczmarek (1953–2024), Komponist
- Reni Jusis (* 1974), Pop-/Dance-Sängerin
- Daniel Zawadzki (* 1974), Schauspieler
- Margareta Budner (* 1975), Ärztin und Politikerin
- Andrzej Dragan (* 1978), Fotograf und Physiker
- Marcin Kamiński (* 1992), Fußballspieler
- Daniel Szczepankiewicz (* 1993), Fußballspieler
- Mateusz Lipa (* 1994), Bahnradsportler
- Krystian Bielik (* 1998), Fußballspieler